# Драгомило
Драгомило (словен. Dragomilo) — поселення в общині Шмарє-при-Єлшах, Савинський регіон, Словенія. 
Висота над рівнем моря: 221,7 м.